# Hermann Lotze
Rudolf Hermann Lotze, född den 21 maj 1817 i Bautzen, död den 1 juli 1881 i Berlin, var en tysk filosof och fysiolog.

## Biografi
Lotze disputerade 1838 såväl för den medicinska som den filosofiska doktorsgraden vid Leipzigs universitet och blev 1842 extra ordinarie professor i filosofi där, 1844 ordinarie professor i Göttingen (efter Johann Friedrich Herbart) och 1881 i Berlin. 
I Allgemeine Pathologie und Therapie als mechanische Naturwissenschaften (1842; 2:a upplagan 1848), Allgemeine Physiologie des körperlichen Lebens (1851) och Medizinische Psychologie oder Physiologie der Seele (1852; ny upplaga 1896) hävdade Lotze med djärv följdriktighet de mekaniska lagarnas undantagslösa giltighet även inom den organiska världen och själslivet samt förvisade till hjärnspökenas område den schellingska satsen om en särskild "livskraft". 
Av hans filosofiska arbeten må anföras Mikrokosmus. Ideen zur Naturgeschichte und Geschichte der Menschheit (3 band, 1856–1864; band 1, 5:e upplagan 1896), Lotzes huvudarbete, System der Philosophie (I. Logik, 1874, 2:a upplagan 1880; II. Metaphysik, 1879, 2:a upplagan 1884) och Grundzüge (1881–1884; uppteckningar efter hans föreläsningar över filosofins skilda områden). Hans Kleinere Schriften utgavs 1885–1891 i 3 band av David Peipers. 
Lotze betraktades av många i Tyskland och England som sin tids ypperste filosof. Med exakt, fullt vetenskaplig metod förenade han överlägsen framställningskonst. Han fattade begreppet mekanism i vidsträcktare bemärkelse än sina föregångare och förstod därmed sammanfattningen av alla lagar, som råder i fenomenvärlden. 
Men naturmekanismen syntes honom inte berättigad som avslutande världsåskådning; den är inte mål, utan medel för genomförandet av de andliga lagar, som behärskar allt varande. Mekanismen är, så lärde Lotze, underordnad ett system av värdefulla etiska ändamål, och verkligheten är ett efter en betydelsefull plan ordnat helt. Han betecknade denna sin ståndpunkt som teleologisk idealism. 
Lotze tillmätte själens upplevda erfarenheter avgörande vikt. För att fylla det absolutas tomma idé måste man tillgripa människohjärtats längtan och aningar, våra känslors innehåll, konstens syftning och den religiösa trons grundläror. Sålunda härledde Lotze metafysiken ur etiken och strävade efter att uppvisa ett högst ideellt livsinnehåll som det väsentliga i all verklighet. 
Han kom till den slutsatsen, att en personlig gudom, som är det levande goda och varandets urkälla (den universella substansen), har vid skapandet och upprätthållandet av världen frivilligt valt vissa former och lagar, genom vilka hans verks ändamål nås. Intet är verkligt utom Guds levande ande och den värld av levande andar, som uppkommer ur denna urmonad. 
All verklighet är besjälad; överallt finns liv och medvetande, endast i skilda grader av fullkomlighet; då människoanden är den enda verklighet, vars inre väsen vi fullt begriper, måste vi redan därför söka fatta alla andra reala väsen i analogi med honom, det vill säga som förnimmande, strävande och kännande väsen. 
Alla ändliga väsen är immanenta i Gud, utgör föränderliga moment i den universella substansens självutveckling. Vid frågan, huruvida varje skapad själ är odödlig, anmärkte Lotze, att endast det varar evigt, vars värde och betydenhet gör det till ett bestående led i världsordningen. 
Vad skapelsens enkla element beträffar, var Lotze böjd att anta väsentligen olika urbeståndsdelar, förenade till oupplösliga atomer så, att styrkan av valfrändskapen mellan den enskilda atomens delar inte överbjudes av någon annan valfrändskap. Nämnda urbeståndsdelar fattade han som inte utsträckta, översinnliga väsen, vilka från bestämda punkter av rummet genom sina krafter behärskar ett bestämt mått av utsträckning, utan att dock i egentlig mening utfylla det. 
Om nu en organisms atomer tänks äga inre, själsartat liv med egendomliga förnimmelser, samlas de senare till en totalbild först genom kroppens själ, som är organismens härskande monad. Själ och kropp är till sitt väsen likartade. Den förra verkar på den senare, försåvitt denna är ett system av översinnliga, med själen själv komparabla väsen, som endast genom sin förening ger sken av materia. Varje stöt och tryck i den lekamliga världen är blott det fenomenella uttrycket för en andlig växelverkan mellan ämnena. Ingenting bringas utifrån in i själen, och varje kroppens inverkan är endast en signal, vid vars inträdande själen till följd av sin natur frambringar vissa inre tillstånd i sig själv. 
Från samma idealistiska principer utspann Lotze sina mycket skarpsinniga undersökningar om rummet. Mest originell är han därvid i sin teori om lokaltecken, det vill säga de hjälpmedel själen använder för att i sin ideella rumvärld noggrant lokalisera sina färg- och känselsensationer, så att den därigenom uppkommande åskådningsbilden motsvarar sitt yttre föremål. 
I likhet med Herbart definierade Lotze filosofin som ett försök att ombilda de begrepp, som erfarenheten skänkt oss. Därmed ställer han sig i opposition såväl mot Fichtes, Schellings och Hegels anspråk på att vinna absolut, objektiv kunskap liksom mot den nykantianska skolans ensidiga sysslande med kunskapsteoretiska undersökningar. Till sin anda har emellertid Lotzes filosofi mera gemensamt med den idealistiska riktningen än med Herbarts kalla formalism. 
De varaktigaste intrycken tog dock Lotze från Leibniz, vars sannskyldiga efterföljare han i själva verket är. Jämväl som estetiker var Lotze framstående, och hans Geschichte der Ästhetik in Deutschland (1868) innehåller skarpsinnig kritik och bärande tankar inte minst på den musikaliska estetikens område.